# Sainte-Catherine-de-Hatley
Sainte-Catherine-de-Hatley är en kommun i provinsen Québec i Kanada. Huvudorten heter Katevale och på engelska har även kommunen kallats Katevale. Kommunen ligger i regionen Estrie, i den sydöstra delen av landet, 290 km öster om huvudstaden Ottawa.